# Constanze Abratzky

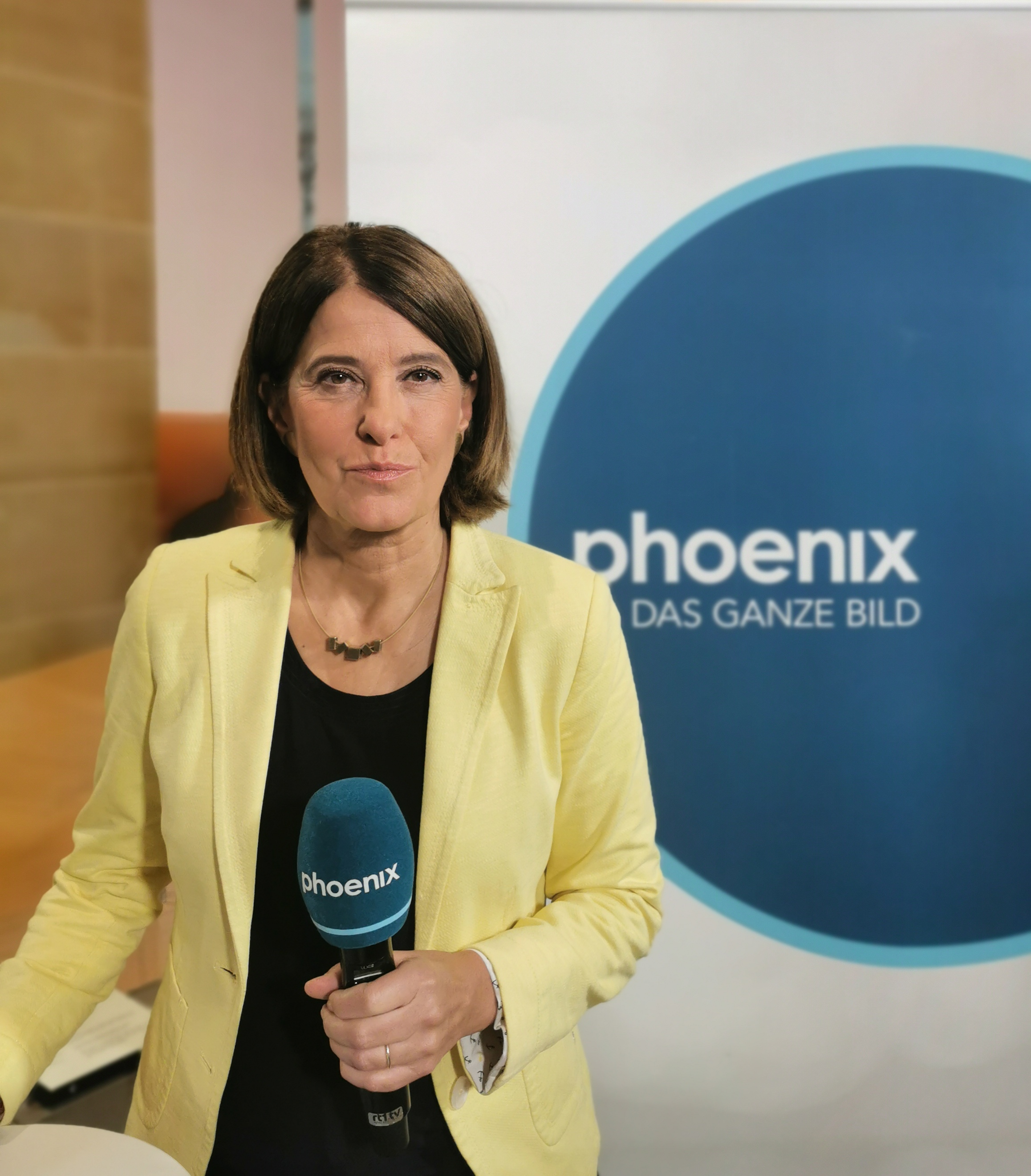
Constanze Abratzky (2023)

Constanze Abratzky (* 14. Dezember 1961) ist eine deutsche Fernsehjournalistin.
Nach ihrem Abitur studierte sie an der Universität zu Köln Germanistik, Geschichte und Politische Wissenschaften; sie schloss das Studium 1987 mit dem Erwerb des Magistergrads ab. 
Sie absolvierte Praktika u. a. bei der BBC in London, der Deutschen Welle und dem WDR. Bei der Deutschen Welle absolvierte sie 1988/89 auch ein Volontariat, in dessen Rahmen sie bei verschiedenen Radiostationen in den Vereinigten Staaten tätig war.
Ab 1989 war Abratzky Redakteurin bei der Deutschen Welle, im Hörfunk-Parlamentsstudio in Bonn, 1991 in der Politikredaktion des Deutschlandfunks. Von 1993 bis 1999 war sie Korrespondentin im TV-Studio der Deutschen Welle in Bonn und von 1996 bis 2000 Reporterin für den WDR Düsseldorf für NRW am Mittag. Seit 1997 moderiert sie für den Nachrichtensender Phoenix u. a. die Sendung Phoenix der Tag und Berichte aus dem Deutschen Bundestag.
Constanze Abratzky hat drei Kinder und lebt mit ihrer Familie in Berlin.

## Referenzen
- Kurzbiographie bei Phoenix. phoenix.online, archiviert vom Original am 3. Juli 2010; abgerufen am 13. Februar 2019.

| Personendaten    | Personendaten                |
| ---------------- | ---------------------------- |
| NAME             | Abratzky, Constanze          |
| KURZBESCHREIBUNG | deutsche Fernsehjournalistin |
| GEBURTSDATUM     | 14. Dezember 1961            |